# Syscia augustae
Syscia augustae (лат.) — вид муравьёв рода Syscia из подсемейства Dorylinae (Formicidae). Назван в честь мисс Augusta Rucker, собравшей типовую серию в Техасе. Первый вид рода, обнаруженный в Америке.

## Распространение
Встречаются в Северной Америке: Мексика (Nuevo Leon), США (Арканзас, Техас).

## Описание
Мелкие муравьи красно-коричневого цвета (длина около 3 мм). Ширина головы рабочих 0,62—0,63 мм, длина головы 0,75—0,83 мм. Отличаются следующими признаками: затылочный киль сильно развит; субпетиолярный отросток субтреугольной формы с небольшой выпуклостью по заднему краю; абдоминальный сегмент AIII сверху трапециевидный, с почти плоскими сторонами; AIV сверху со слабо выпуклыми сторонами или полоскими (почти параллельные), передний край умеренно усеченный; у AIII и AIV дорсальный профиль плоский; точки-пунктуры на AIII мелкие, широко расставленные; точки на AIV маленькие, широко расставленные; отстоящие волоски средней длины. Стебелёк двухчлениковый, но явные перетяжки между следующими абдоминальными сегментами отсутствуют. Проното-мезоплевральный шов развит. Оцеллии отсутствуют, сложные глаза редуцированные. Нижнечелюстные щупики рабочих 2-члениковые, нижнегубные щупики состоят из 2 сегментов. Средние и задние голени с одной гребенчатой шпорой. Обнаружены в подстилочном лесном слое. Вид был впервые описан в 1902 году под названием Cerapachys (Parasyscia) augustae Wheeler, W. M., 1902. В 2016 году включён в состав рода Syscia. Современный валидный статус подтверждён в ходе ревизии, проведённой в 2021 году американским мирмекологом Джоном Лонгино и немецким энтомологом Майклом Бранстеттером.